# Gene Youngblood
Gene Youngblood (Little Rock, 30 maggio 1942 – Santa Fe, 6 aprile 2021) è stato un critico cinematografico, saggista e politologo statunitense.
Il suo libro più noto, Expanded Cinema, è stato tra i primi a considerare il video come una forma d'arte e gli è stato attribuito il merito di aver contribuito a legittimare i campi dell'computer art e della media art.
Gene Youngblood fu "scholar-in-Residence" al Collegio di Santa Fe (Nuovo Messico), dove attese al libro  Virtual Space: The Challenge to Create on the same Scale as we Destroy. In questo periodo divenne noto per il suo lavoro pionieristico nel movimento per la democrazia mediatica, un argomento su cui ha insegnato, scritto e tenuto conferenze, a partire dal 1967.

## Biografia

### Gli inizi
Fu un teorico di fama internazionale, autore e insegnante di arti e media elettronici nonché autorevole studioso di storia e teoria del cinema e del video, materia che insegnò per più di vent'anni. 
La sua carriera ebbe inizio negli anni sessanta; lavorò per oltre dieci anni, come reporter e critico cinematografico per la testata giornalistica Los Angeles Herald Examiner, poi come reporter presso KHJ TV, una stazione televisiva di Los Angeles, fu critico d'arte per la KPFK, Pacifica Radio di Los Angeles e dal 1967 al 1970 fu coredattore e articolista per il Los Angeles Free Prees, il primo e tra i più grandi giornali underground di quel periodo.

### La carriera accademica
Per diciassette anni, a partire dal 1970, fu membro della facoltà di film e video del California Institute of Arts. Youngblood insegnò in vari e prestigiosi istituti negli Stati Uniti, fra cui il California Institute of Technology, la Columbia University, la University of California di Los Angeles. Scrisse numerosi saggi e articoli pubblicati un po' dovunque nel mondo, e tenne conferenze internazionali sul futuro dei media elettronici, così come svolse lezioni in più di trecento college e università di Nord America, Europa, Giappone e Australia. Fu consulente per varie istituzioni fra cui la Library of Congress, il Metropolitan Museum of Art, la Rockefeller Foundation, il U.S. National Endowment for the Arts e la J. Paul Getty Trust.

### Gli ultimi anni
Negli ultimi anni approfondì le proprie ricerche sul rapporto fra creatività e tecnologia, focalizzando l'attenzione sulle immagini offerte dal video e dal computer come nuove forme di cinema: il suo approccio, fortemente progettuale, si caratterizzava per la costante sensibilità al futuro della comunicazione e a una sua "rivoluzione" che si attuava a partire dalle capacità creative consentite dai nuovi mezzi, il computer in particolare. Ma, nella prospettiva di un potenziamento e di una "democratizzazione" della creatività, la sua attenzione si accentrò anche su una tradizione di video amatoriale e "neo-underground", in un fecondo percorso teorico che va, quindi, dal film alle più sofisticate tecnologie (come l'olografia e la computer-grafica) passando per gli esperimenti "marginali" di comunicazione.

## L'opera maggiore
Fu autore di un'opera di fondamentale importanza,  Expanded Cinema, del 1970, in cui si analizzano i legami fra sperimentazione cinematografica e ricerca video. Un testo pionieristico sui necessari scambi fra le varie arti del nostro secolo, per una creatività che sappia usare liberamente le sinergie offerte da scienza, arte, tecnologia, svincolandosi dai modelli rigidi e chiusi. Un testo in cui viene tracciata l'evoluzione del linguaggio cinematografico alla fine della narrativa, del dramma, e del realismo.
Il lavoro è concentrato sulle tecnologie avanzate di creazione dell'immagine, di computer film , di televisione sperimentale, di laser film, e di ambienti multi-proiezione. Lavori notevoli in ogni campo sono analizzati in dettaglio. Metodi di produzione sono descritti meticolosamente, incluso interviste con artisti e tecnologi. In The Paleocybernetic Age, The videosphere, c'è tutto il contesto di quello che l'autore chiama "la rete intermediale globale."